# Fakultet hrvatskih studija
Fakultet hrvatskih studija sastavnica je Sveučilišta u Zagrebu za interdisciplinarno istraživanje i poučavanje tradicijskih i suvremenih kulturoloških, humanističkih i društvenih tema vezanih uz Republiku Hrvatsku, hrvatski narod i iseljeništvo, poput kulturne, političke, intelektualne povijesti i zbilje; medijske javne i osobne komunikacije; djelovanja društvenih skupina; ljudskoga doživljavanja i ponašanja; odgoja i obrazovanja; razvoja jezika; otvorenih političkih, kulturnih, socijalnih i demografskih pitanja od nacionalnoga, regionalnoga ili sveeuropskoga interesa.
Prožimanje znanstveno-nastavne i znanstveno-istraživačke djelatnosti zajedničkom kroatološkom i kulturološkom sastavnicom pridonosi koherentnomu i profiliranomu znanstveno-istraživačkomu fokusu, objedinjuje proučavana područja znanosti i time razlikuje Fakultet hrvatskih studija od ostalih sastavnica Sveučilišta u Zagrebu sličnoga usmjerenja.
Kao visokoobrazovna i znanstveno-istraživačka ustanova imaju studije preddiplomske, diplomske i poslijediplomske razine, a studijske programe temelje na četiri osnove: teorijsko-metodološkoj, nacionalnoj ili kroatološkoj, europskoj i međunarodnoj.

## Povijest
Inicijativa je krenula od potrebe za uvođenjem određenih društvenih i filozofskih predmeta na Sveučilište koji do tada ili nisu uopće postojali ili su bili ideološki opterećeni.
Zamisao o Hrvatskim studijima pojavila se ubrzo nakon demokratskih promjena i to iz nekoliko razloga. Prije svega, bitne dimenzije demokracije, slobode i tržišta trebalo je institucionalizirati i na području znanosti i sveučilišta, te stvoriti više duhovnih žarišta, pogotovo kad se zna da je u društvenim i humanističkim znanostima od 1918. mnogo toga bilo zabranjeno i prešućivano. To je bio razlog što se skupina intelektualaca iz zemlje i iz inozemstva aktivno uključila u oživotvorenje projekta Hrvatskih studija.
U predloženi sustav Hrvatskih studija uključeni su radi koncepcijske srodnosti i radi programskog obogaćivanja studijski smjerovi filozofije i eligijske kulture Filozofskog fakulteta Družbe Isusove. Postupak kojim su se Hrvatski studiji ustrojili kao redovit studij u okviru Sveučilišta u Zagrebu okončana je prihvaćanjem nastavnog plana i programa ovog visokog učilišta na sjednici Znanstveno-nastavnog vijeća Sveučilišta u Zagrebu 28. rujna 1993.
Upravno vijeće Sveučilišta u Zagrebu prihvatilo je 24. studenoga 1995. Pravilnik o ustroju i djelovanju Hrvatskih studija prema kojem se oni ustrojavaju kao sveučilišni centar sa statusom podružnice. Dana 27. veljače 1996. Senat Sveučilišta je odlučio da se nakon završenog studija na smjeru Croaticum stječe stručni naziv kroatolog i/ili profesor hrvatske kulture; na smjeru Filozofija diplomirani filozof i/ili profesor filozofije; na smjeru Društvo diplomirani sociolog i/ili profesor sociologije; a nakon završenog studija na smjeru Religijska kultura diplomirani religiolog i/ili profesor religijske kulture.
Tijekom 1997. prihvaćen je i program studija psihologije a u 1998./99. akademskoj godini odobrene su i upisne kvote za upis prve generacije studenata psihologije.
Dana 10. prosinca 2019. Senat Sveučilišta u Zagrebu proglasio je Hrvatske studije fakultetom, imenovao dekana i Fakultetsko vijeće.

## Djelatnost
Djelatnosti Fakulteta hrvatskih studija Sveučilišta u Zagrebu jesu ustrojavanje i izvođenje sveučilišnih studija, iznimno i stručnih studija, cjeloživotne naobrazbe i drugih oblika poučavanja, proučavanja i izobrazbe akademske razine, u znanstvenim područjima humanističkih i društvenih znanosti te u interdisciplinarnom području znanosti, znanstveno-istraživačka i stručna djelatnost u znanstvenim područjima humanističkih i društvenih znanosti, te u interdisciplinarnom području znanosti s posebnim fokusom na kroatološku, kulturološku, povijesnu, filološku, filozofsku, sociološku, informacijsko-komunikacijsku, demografsku, iseljeničku, identitetsku, psihologijsku, palijativnu i odgojno-obrazovnu problematiku, osmišljavanje i ostvarivanje znanstvenih programa od strateškoga interesa za Republiku Hrvatsku, kulturna, nakladnička, knjižnična, arhivska, dokumentacijska, muzejska, informativna, medijska i informatička djelatnost, pružanje predavačkih, istraživačkih, dokumentacijskih i savjetničkih usluga pri predlaganju, definiranju i izradi znanstvenih, stručnih, projekcijskih i modelskih studija, elaborata, ekspertiza i strategija i obavljanje drugih djelatnosti koje unaprjeđuju osnovne djelatnosti.

## Nastavni programi
Hrvatski studiji mogu se studirati kao redoviti studij u jednopredmetnoj ili dvopredmetnoj kombinaciji. Nastavni programi odvijaju su u sljedećim odsjecima:
1. Filozofija i kulturologija
2. Komunikologija
3. Kroatologija
4. Hrvatski latinitet
5. Povijest
6. Psihologija
7. Sociologija
8. Demografija i hrvatsko iseljeništvo
9. Nastavnička naobrazba - program Pedagoško-psihološko-didaktičko-metodičkoga obrazovanje nastavnika (PPDMN)

Osim redovitih studenata koji upisuju Fakultet hrvatskih studija, programi i izborni kolegiji ponuđeni su i svim studentima zagrebačkog Sveučilišta.

## Doktorski studij
Na Hrvatskim studijima izvodi se nastava na tri poslijediplomska doktorska studija koji traju tri godine odnosno šest semestara:
- Poslijediplomski doktorski studij kroatologije
- Poslijediplomski doktorski studij filozofije
- Poslijediplomski doktorski studij povijesti

Ispunjenje svih studijskih obveza, zaključno s dovršenjem i obranom doktorskog rada, donosi 180 ECTS bodova.
Na poslijediplomske doktorske studije mogu se upisati studenti koji su završili diplomski studij s vrlo dobrim prosjekom ocjena.

## Uprava
Upravu Hrvatskih studija čine dekan te prodekani za razna područja. Prodekani pomažu dekanu u upravljanju i nadziranju nastavnoga i znanstvenog procesa. 
Od 16. ožujka 2021. dekan Fakulteta hrvatskih studija je prof.dr.sc. Stjepan Ćosić.
Prodekani su:
- doc. dr. sc. Dario Vučenović, prodekan za nastavu i studente
- izv. prof. dr. sc. Ivo Džinić, prodekan za znanost
- prof. dr. sc. Stjepan Ćosić, prodekan za poslovanje
- doc. dr. sc. Lovorka Brajković, prodekanica za karijerni razvoj i cjeloživotnu naobrazbu
- doc. dr. sc. Karolina Vrban Zrinski, prodekanica za međunarodnu suradnju

### Bivši voditelji
- prof. dr. sc. Ante Čović (1992. – 1995.)
- doc. dr. Ivan Kordić (1995. – 1997. o.d.; 1997. – 2003.)
- prof. dr. sc. Marko Pranjić (2003. – 2008.)
- prof. dr. sc. Zvonimir Čuljak (2008. – 2012.)
- prof.dr.sc. Josip Talanga (1. listopada 2012. – 1. listopada 2016.)
- izv. prof. dr. sc. Mario Grčević (1. listopada 2016. – 10. prosinca 2019.)

## Izvanstudijska djelatnost
- Međunarodna ljetna škola hrvatskoga jezika i kulture u gradu Krku, za nastavnike i studente hrvatskoga jezika iz iseljeništva.[1]
- Međunarodna škola latinskoga jezika i kulture u Šibeniku.[2]

## Vanjska poveznica
- Službene mrežne stranice